# Eurystomus azureus
Eurystomus azureus là một loài chim trong họ Sả.